# Provinz Belluno
Die Provinz Belluno (italienisch Provincia di Belluno) ist eine italienische Provinz in der Region Venetien im Nordosten des Landes. Hauptstadt ist Belluno. Sie hat 197.788 Einwohner (Stand: 31. Dezember 2023) in 61 Gemeinden auf einer Fläche von 3.610 km².

## Geografie
Die Provinz grenzt im Norden an die österreichischen Bundesländer Tirol (Osttirol) und Kärnten, im Osten an Friaul-Julisch Venetien, im Süden an die Provinz Treviso und die Provinz Vicenza und im Westen an Trentino-Südtirol (Autonome Provinz Bozen-Südtirol und Autonome Provinz Trient).
Die Provinz ist gekennzeichnet durch das von den Dolomiten umrahmte Cadore und den das gesamte Provinzgebiet durchfließenden Piave. Ein Großteil des UNESCO-Weltnaturerbes der Dolomiten liegt auf Belluneser Boden. Generell weist die Provinz Belluno ein abwechslungsreiches und touristisch sehr beliebtes Landschaftsbild auf. Sie zeigt einen Wechsel von hochalpinen, schroffen Gebirgslandschaften bis zu lieblichen, in die Po-Ebene hineinreichenden Gemeinden auf. Die Tourismus- und Dienstleistungsbranche gehört dementsprechend zu den umsatzstärksten der Provinz.
Im Cadore liegt der Gastgeber der Olympischen Winterspiele 1956, Cortina d’Ampezzo.

## Sprachen

Gemeinden, in denen Ladinisch eine anerkannte Minderheitensprache ist (blau/dunkelblau); in gelb rechts oben Bladen, das seit 2017 wieder zu Friaul gehört

Neben Italienisch und Venetisch wird in der Provinz auch Ladinisch gesprochen.
Das anerkannte ladinische Sprachgebiet umfasst die folgenden Gemeinden: Agordo, Alleghe, Auronzo di Cadore, Borca di Cadore, Calalzo di Cadore, Canale d’Agordo, Cencenighe Agordino, Cibiana di Cadore, Comelico Superiore, Danta di Cadore, Domegge di Cadore, Falcade, Gosaldo, La Valle Agordina, Lozzo di Cadore, Ospitale di Cadore, Perarolo di Cadore, Pieve di Cadore, Rivamonte Agordino, Rocca Pietore, San Nicolò di Comelico, San Pietro di Cadore, San Tomaso Agordino, San Vito di Cadore, Santo Stefano di Cadore, Selva di Cadore, Taibon Agordino, Val di Zoldo, Vallada Agordina, Valle di Cadore, Vigo di Cadore, Vodo di Cadore, Voltago Agordino, Zoppè di Cadore. Eine besondere Rolle kommt dabei den drei Gemeinden Cortina d’Ampezzo (ladinisch Anpezo oder Ampëz, deutsch veraltet Hayden), Livinallongo del Col di Lana (ladinisch Fodom, deutsch Buchenstein) und Colle Santa Lucia (ladinisch Col, deutsch Verseil) zuteil. In diesem, manchmal als Souramont zusammengefassten Gebiet, das bis zum Ende des Ersten Weltkrieges ein Teil von Tirol war, haben sich die ladinischen Idiome in besonderer Weise erhalten.
Die deutsche Sprachinsel Sappada (deutsch Bladen) gehörte von 1923 bis 2017 zur Provinz Belluno.

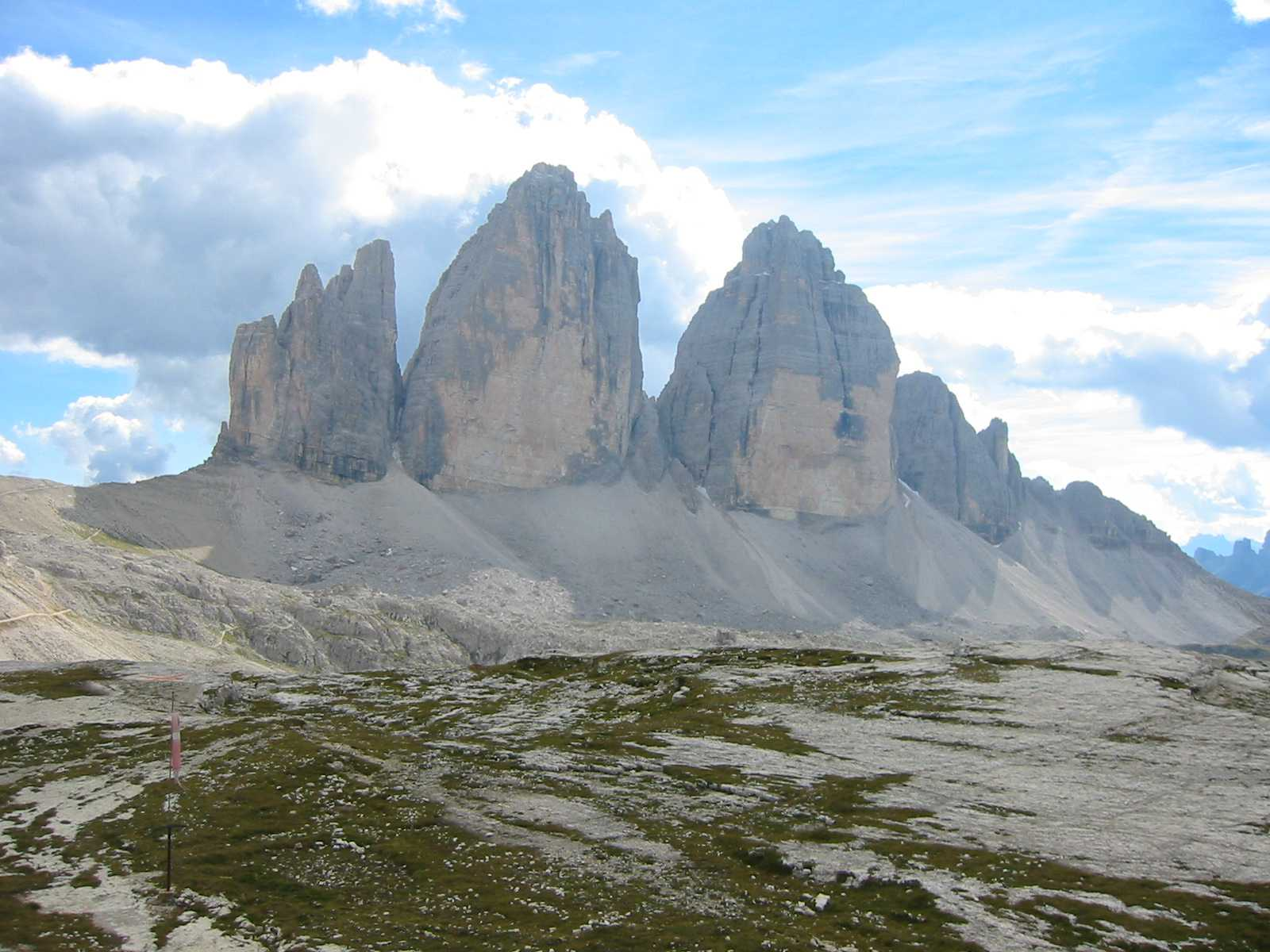
Drei Zinnen, Teil des UNESCO-Welterbes Dolomiten, von Norden

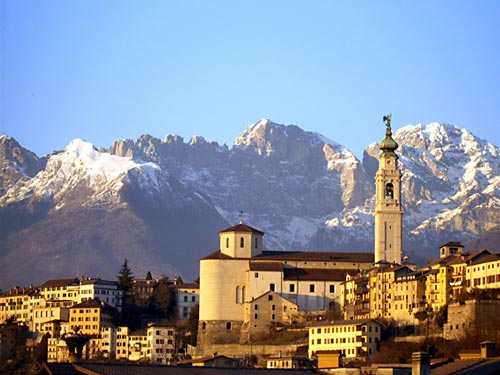
Belluno Stadt mit Monte Schiara

## Größte Gemeinden
(Stand: 31. Dezember 2023)
| Gemeinde          | Einwohner |
| ----------------- | --------- |
| Belluno           | 35.546    |
| Feltre            | 20.489    |
| Borgo Valbelluna  | 13.475    |
| Sedico            | 10.135    |
| Ponte nelle Alpi  | 7920      |
| Santa Giustina    | 6579      |
| Cortina d’Ampezzo | 5529      |
| Limana            | 5397      |
| Longarone         | 5012      |
| Pedavena          | 4321      |
| Agordo            | 4048      |
| Cesiomaggiore     | 3944      |
| Pieve di Cadore   | 3571      |

## Geschichte
Zwischen 1420 und 1797 gehörte das Gebiet zur Republik Venedig, der Serenissima. Unter Napoleon wurde es als Dipartimento del Piave verwaltet, das bis nach Toblach reichte. Mit dem Wiener Kongress wurde die nun gegründete Provinz Belluno 1816 dem Königreich Lombardo-Venetien angegliedert und kam schließlich mit dem Frieden von Wien (1866) zu Italien.

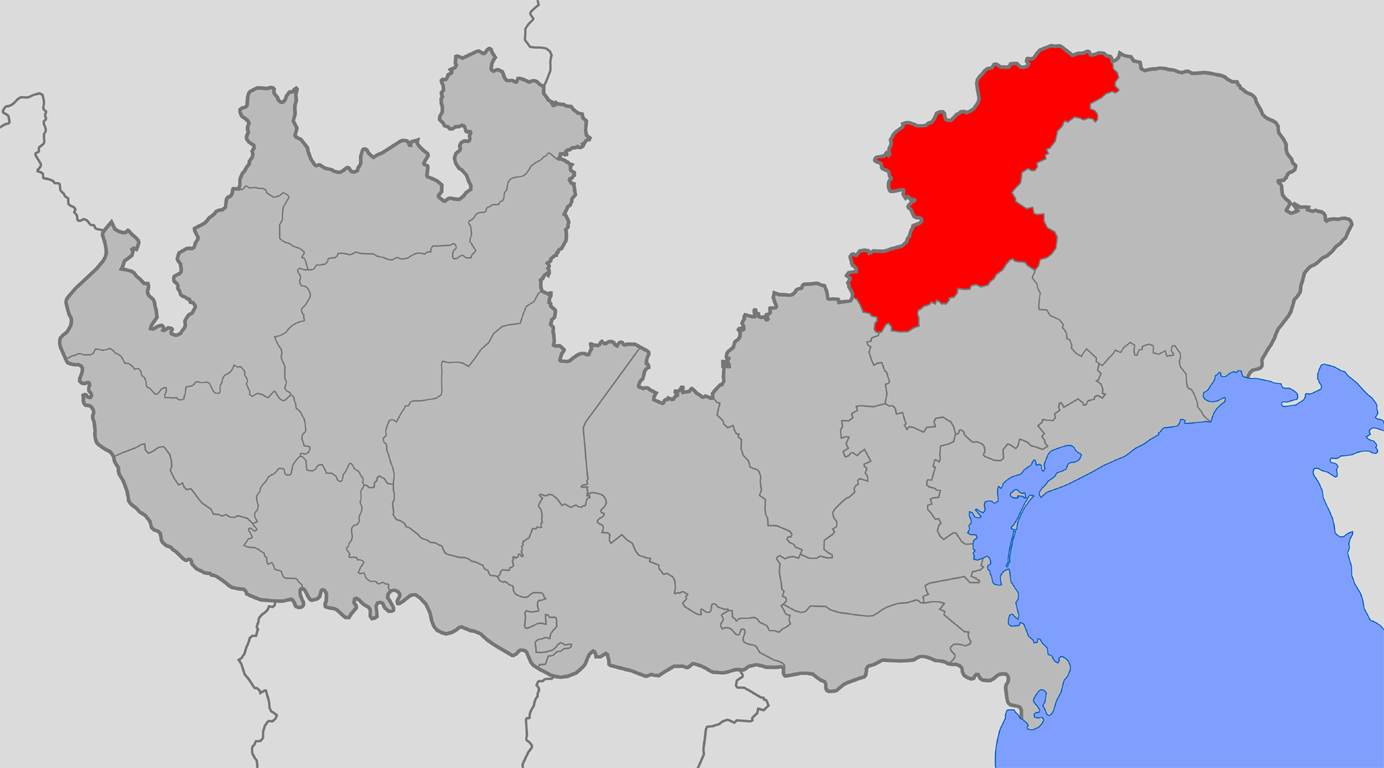
Belluno 1816–1866

1852 wurde die deutschsprachige Gemeinde Sappada (deutsch Bladen oder Plodn) von der Provinz Friaul abgetrennt und Belluno angegliedert, ebenso 1923 die drei ladinischsprachigen Gemeinden des Souramonts von Südtirol (Bezirkshauptmannschaft Ampezzo) das nach dem Ersten Weltkrieg samt Südtirol an Italien fiel. Sappada wurde 2017 wieder nach Friaul zurückgegliedert.
In den letzten Kriegsjahren des Zweiten Weltkriegs wurden die Provinzen Belluno, Bozen und Trient zur Operationszone Alpenvorland zusammengefasst, ein Intermezzo, das noch heute das Verhältnis zwischen Bellunesern und den deutschsprachigen Südtirolern belastet.
1963 kam es zu der für die Provinz Belluno einschneidenden Katastrophe von Longarone: Der sich auf dem Gebiet der Provinz Pordenone befindende Stausee von Vajont schwappte ausgelöst von einem Erdrutsch über die Talsperre. Die Wassermassen löschten im daruntergelegenen Ort Longarone knapp 2000 Menschenleben aus.

## Politik

### Der Kampf um Autonomie
Eingepfercht zwischen den autonomen Regionen Friaul-Julisch Venetien und Trentino-Südtirol fühlen sich die Belluneser als Provinz einer Region mit Normalstatut politisch und wirtschaftlich benachteiligt. Auswanderungsstatistiken belegen dies auch. Politisch drückt sich dies in drei Strömungen aus: Die Einen verlangen die Abschaffung der „Privilegien“ der Regionen mit Sonderstatut, die Anderen wollen die Unabhängigkeit Venetiens vom italienischen Staat und wieder andere fordern Autonomie für die Provinz Belluno. Letztere Gruppe sucht die politische Nähe zur Region Trentino-Südtirol, wobei sich diesbezüglich der BARD (Belluno Autonoma Regione Dolomiti) in der Öffentlichkeit besonders engagiert. Er pflegt Kontakte zur Südtiroler Volkspartei (SVP) und dem Partito Autonomista Trentino Tirolese (PATT) und hat dem SVPler Herbert Dorfmann für die Wahlen zum EU-Parlament 2014 knapp 10000 Belluneser Stimmen eingebracht.

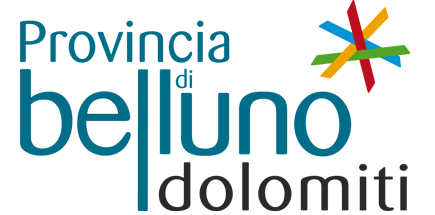
Das neue id=1926 Markenzeichen der Provinz Belluno

Das Verhältnis Bellunos zu der von der Lega Nord geführten Region Venetien ist angespannt, insbesondere weil Belluno neben der Hochebene von Asiago das einzige geschlossen alpine Gebiet der Region ist und in deutlicher Unterzahl die dafür notwendigen gesetzlichen Anpassungen auf regionaler Ebene schwer durchsetzen kann. Stellvertretend seien dazu die langwierigen Schwierigkeiten bei der Umsetzung des 15. Artikels des venezianischen Status genannt, der Belluno entsprechenden Entfaltungsfreiraum theoretisch ermöglichen sollte.
Im Dezember 2010 hinterlegte der BARD über 17.000 gesammelte Unterschriften, um eine Referendum zu erwirken, das den Transfer der Provinz Belluno von Venetien hin zu der Region Trentino-Südtirol zum Inhalt hatte, fand zwar die Unterstützung des damaligen Provinzpräsidenten, Gianpaolo Bottacin, aber nicht die des damaligen Ministers Roberto Calderoli (Lega Nord). Schließlich wurde das Referendum vom Kassationsgerichtshof im April 2011 als gesetzeswidrig unterbunden. Als die Mitte-Rechts-Regierung Bottacins im Oktober 2011 scheiterte, wurden aber nicht wie erwartet Neuwahlen ausgerufen. Vielmehr wurde in Hinblick auf die anstehende Regionenreform Belluno unter kommissarische Verwaltung gesetzt. Vittorio Capocelli aus Lecce wurde im November als Kommissar eingesetzt.
Als Ende 2011 Mario Monti Italiens Ministerpräsident wurde, begann er sofort mit seinem „Salva Italia“-Paket sofort drastische Sparmaßnahmen einzuleiten. Unter anderem initiierte er eine Reform des Regionen- und Provinzwesens, die darauf abzielte, die Provinzen mit Normalstatus gänzlich aufzulösen, auch wenn die Kostenersparnis von der UPI (Unione Province d'Italia) rechnerisch angezweifelt wurde. Unter Enrico Letta arbeitete Regionenminister Graziano Delrio einen entsprechenden Gesetzesentwurf aus, der aber erst unter Matteo Renzi in den Artikel V der Verfassung eingearbeitet wurde. Delrio baute in das Gesetz einige Klauseln für jene Provinzen ein, die komplett alpin sind und die ans Ausland angrenzen. Diese Beschreibung trifft außer auf die Provinz Belluno, auch auf die Provinz Sondrio und auf Provinz Verbano-Cusio-Ossola zu. Als Delrio Ende 2013 auf Besuch in Belluno vorgeworfen wurde, dass die Klauseln zu wenig weitreichend und konkret seien und sein Publikum einmal mehr die Autonomien von Südtirol und Trentino zum Maßstab nahm, rief er in die aufgebrachte Menge: „Ihr werdet nie wie Trient und Bozen sein!“
Zunächst werden die Provinzen noch nicht komplett aufgelöst, d. h. werden noch nicht von ihren administrativen Pflichten befreit. Allerdings soll in der Verwaltung eingespart werden. Im Herbst 2014 kam die neue Regelung erstmals zur Anwendung: Anstatt eine Provinzregierung von der Bevölkerung wählen zu lassen, sollen alle Bürgermeister (in den größeren Ortschaften auch manche Kommunalräte) des Landes unter ihresgleichen eine Provinzregierung wählen, die ohne zusätzliche Bezüge, aber zusätzlich zur Arbeitslast eines Bürgermeisters die Geschicke der Provinz in die Hand nehmen soll. Im Vorfeld dieser Wahlen wurde der vorherrschende parteipolitische Streit von Beobachtern kritisiert. Schließlich konnte sich die Bürgermeisterin von Auronzo, Daniela Larese Filon, durchsetzen.
Im März 2015 suchte Larese Filon formell bei der Europaregion Tirol-Südtirol-Trentino um Aufnahme der Provinz Belluno in einer Beobachterrolle an. Das Ansuchen wurde zwar formell, aber nicht politisch zurückgewiesen. Die Europaregion überprüft die Möglichkeiten, die Statuten entsprechend zu ändern.

### Die Grenzgemeinden
Bereits im Jahr 2005 führte die Gemeinde Lamon eine Volksbefragung durch, um den Wechsel der Gemeinde hin zur Autonomen Provinz Trient in die Wege zu leiten. Durch Lamons Erfolg motiviert, führte die Nachbargemeinde Sovramonte 2006 ebenfalls eine Befragung durch, die noch eindeutiger befürwortet wurde. Es folgten weitere Referenden außerhalb der Provinz Belluno: Die Gemeinden der Hochebene von Asiago und Pedemonte stimmten ebenso erfolgreich ab (nur Enego verpasste das notwendige Quorum von 50 %) wie die lombardischen Gemeinden Magasa und Valvestino. Zu Südtirol fühlten sich hingegen die drei Gemeinden des Souramonts hingezogen und stimmten dementsprechend ab. Die Gemeinde Sappada stimmte für die Zugehörigkeit zu Friaul-Julisch Venetien. Da aber die gewonnenen Referenden keinerlei Dynamik erzeugen konnten und entweder von Venedig oder Rom blockiert wurden, verloren weitere Referenden an Euphorie. Außerdem hatten sich Trentino und Südtirol gegen die Aufnahme der Gemeinden ausgesprochen, mit Ausnahme jener, die zum historischen Tirol gehörten. Zunehmend wurde auch unklar, ob weitere Referenden tatsächlich ernsthaft einen Provinzwechsel forderten oder als Protest gegen den Zustand der Provinz Belluno zu verstehen waren. 2013 folgten Feltre, Arsiè, Canale d’Agordo, Cesiomaggiore, Falcade, Gosaldo und Rocca Pietore, die zwar alle beachtliche Erfolge einfahren konnten, aber allesamt am Quorum scheiterten. Einzig die Bevölkerung von Taibon Agordino trat entschieden auf. 2014 erreichte Voltago Agordino das Quorum, während Auronzo und Comelico Superiore es verfehlten.

Die 48 Grenzgemeinden

Allerdings erreichten die Referenden eines: mediale Aufmerksamkeit. Das Autonomiegefälle zwischen Belluno und seinen Nachbarn wurde öffentlich wahrgenommen und setzte die Politik unter Druck. So wurde 2009 im sogenannten Mailänder Abkommen (das technisch ein Artikel im italienischen Haushaltsgesetz 2010 war) zwischen Trentino-Südtirol und der Regierung Silvio Berlusconi vereinbart, dass die beiden Länder einen Teil der Abgaben nicht dem Staat aushändigten, sondern in einen Fonds einzahlten, der den Nachbargemeinden für strukturelle Investitionen zugutekommt. Eine jährliche Summe von 40 Millionen Euro pro Land wurde festgelegt. Der Fondo ODI wurde mit Sitz in Verona gegründet. Präsident des Fonds war Aldo Brancher, der 2010 seine Karriere als italienischer Föderalismusminister nach nur 17 Tagen im Amt beenden musste. Deshalb sprechen die italienischen Medien vom Fondo Brancher. Nachdem der Staat unter Mario Monti säumig war, seinen Teil der Mailänder Vereinbarungen einzuhalten, legten Trentino und Südtirol die Zahlungen auf Eis. Auch wurde kontrovers diskutiert, ob die Zahlungen Südtirols nur den Grenzgemeinden Südtirols zukommen sollten, oder ob sämtliche Gelder auf alle Grenzgemeinden der Region Trentino-Südtirol aufgeteilt werden sollten. Die verzögerten Zahlungen führten zu allerhand Unmut in Belluno. Erst unter den neuen Regenten Matteo Renzi, Ugo Rossi und Arno Kompatscher konnte die verfahrene Situation gelöst werden. Der Fondo ODI wurde aufgelöst und die Gelder werden (auch rückwirkend) von einem gemeinsamen Gremium zugeteilt, in dem die Geberländer, die Regionen Venetien und Lombardei, aber auch die Provinz Belluno vertreten ist. Koordiniert wird der neue Grenzgemeindenfond von Roger De Menech, Regionalsekretär des Partito Democratico Venetiens und seinerseits Ex-Bürgermeister der Belluneser Stadt Ponte nelle Alpi.

### Regionalwahlen 2015
Bei den Regionalwahlen Venetiens Ende Mai 2015 haben sich im Bellunesischen nur 44 % der Wahlberechtigten beteiligt. Mit großer Mehrheit wurde der vom Mitte-Rechts-Lager unterstützte Luca Zaia im Amt bestätigt. Die beiden Ex-Präsidenten der Provinz Belluno, Sergio Reolon und Gianpaolo Bottacin, erhielten die meisten persönlichen Vorzugsstimmen.
Bemerkenswert ist der Werdegang des BARD im Vorfeld der Wahlen. Ursprünglich als überparteiliche, autonome Bewegung konzipiert, entschloss sich der BARD dazu, am Venezianischen Regionalrat partizipieren zu wollen. Laut den Statuten Venetiens sind aber nur jene Parteien zu den Wahlen zugelassen, die in mindestens drei der sieben Provinzen kandidieren. Auf der Suche nach und Sondierung von Allianzen außerhalb Bellunos beschloss man sich letztlich, die Regionalpräsidentschaftskandidatin des Partito Democratico (PD) Alessandra Moretti in Form des Veneto Civico zu unterstützen; und zwar mit beachtlichen Gegenleistungen: Zum einen verständigte man sich mit der PD-Zentrale in Rom, dass diese sich unabhängig vom Wahlausgang dafür einsetzen wolle, dass die Belluneser Bevölkerung ihren Provinzrat und Provinzpräsidenten wieder direkt wählen darf. Dabei nahm der PD explizit Bezug auf die Sprachminderheiten in der Provinz. Zum anderen versicherte Alessandra Moretti vertraglich ihre Zustimmung zur Annäherung Bellunos an die Europaregion Tirol-Südtirol-Trentino zu, aber auch zu einer nicht genauer definierten, weiterreichenderen Verwaltungseinheit mit den Provinzen Bozen und Trient. Der BARD konnte mit diesem Pakt mit dem PD allerdings seine Anhängerschaft nicht mobilisieren und erhielt landesweit gerade einmal 4 % der Stimmen, wobei diese sich auf wenige Hochburgen (wie Canale, Falcade, Comelico) konzentrierten. Trotzdem war es die Spitzenkandidatin des BARD, Alessandra Buzzo, die neben Gianpaolo Bottacin in den Regionalrat einziehen zu dürfen schien. Allerdings wurde das vorläufige Ergebnis zu Gunsten Franco Roccons (Indipendenza Noi Veneto) revidiert, womit das Mitte-Links-Lager außen vor war. Der BARD strengt einen Rekurs an, der aber nichts daran ändern wird, dass die Provinz Belluno im Regionalrat nur zwei der 49 Räte stellen darf, obwohl sie flächenmäßig die größte Provinz Venetiens ist.